# 678-я транспортная авиационная эскадрилья
678-я транспортная авиационная эскадрилья (сербохорв. 678. transportna avijacijska eskadrila / 678. транспортна авијацијска ескадрила) — авиационная эскадрилья военно-воздушных сил и войск ПВО СФРЮ. Образована в апреле 1961 года на авиабазе в Земуне в составе 119-го вспомогательного авиационного полка.
Была оснащена американскими грузовыми и транспортными самолётами типа Douglas C-47 Skytrain. В 1961 году эскадрилья перебазировалась в Мостар и вошла в состав 9-го авиационного командования в качестве отдельной эскадрильи, с 1964 года — в составе 97-го вспомогательного авиационного полка. Расформирована в 1966 году, снаряжение и техника переданы 679-й транспортной авиационной эскадрилье из 111-го вспомогательного авиационного полка.

## В составе
- 119-й вспомогательный авиационный полк[англ.] (1961)
- 9-е авиационное командование[англ.] (1961—1964)
- 97-й вспомогательный авиационный полк (1964—1966)